# Одеса (Вашингтон)
Вижте пояснителната страница за други значения на Одеса.
Одеса (на английски: Odessa) е град в окръг Линкълн, щата Вашингтон, САЩ. Одеса е с население от 957 жители (2000) и обща площ от 2,1 km². Намира се на 472 m надморска височина. ЗИП кодът му е 99144, 99159, а телефонният му код е 509.